# Kolšov
Kolšov (niem. Kolleschau) – gmina w Czechach, w powiecie Šumperk, w kraju ołomunieckim. Według danych z dnia 1 stycznia 2012 liczyła 773 mieszkańców.